# Statul Darfur de Sud
Statul (vilaietul) Darfur de Sud  este una dintre cele 17 unități administrativ-teritoriale de gradul I ale Sudanului. Reședința sa este orașul Nyala.